# 2006 في إيران
فيما يلي قوائم الأحداث التي وقعت خلال عام 2006 في إيران.

## رياضة
- 1 يناير – إيران في كأس العالم 2006

## أفلام
من الأفلام التي صدرت هذه السنة في إيران:
- 1 يناير – ازدواج به سبك ايراني من إخراج حسن فتحي (كاتب).
- 1 يناير – حالة تسلل من إخراج جعفر بناهي.

## وفيات

### يناير
- 1 يناير – جواد التبريزي (مواليد 1926)
- 1 يناير – كمال الدين جناب (مواليد 1908) فيزيائي هندي.
- 9 يناير – أحمد كاظمي (مواليد 1958) جنرال إيرانيّ.

### مارس
- 15 مارس – علي تجويدي (مواليد 1919) موسيقي إيراني.

### يوليو
- 15 يوليو – علي رضا شابور شهبازي (مواليد 1942)

### أغسطس
- 19 أغسطس – شعبان جعفري (مواليد 1921) سياسي إيراني.

### نوفمبر
- 25 نوفمبر – مصطفى مصباح زادة (مواليد 1908) سياسي أمريكي.[1]